# Wanyá Morris
Wanyá Jermaine Morris (* 29. Juli 1973 in Philadelphia, Pennsylvania) ist ein US-amerikanischer Sänger und Frontmann der Gruppe Boyz II Men.

## Musikalische Laufbahn
Wanya gründete 1988 zusammen mit Shawn Stockman, Nathan Morris, Marc Nelson und Michael McCary die Gruppe Boyz II Men, welche 1991 erste internationale Erfolge feiern konnte. Ihn zeichnet seine hohe Range und seine emotionale Art aus. Nachdem Boyz II Men 1992 End of The Road veröffentlichten, erreichten sie mit Platz 5 die Top 10 der deutschen Singlecharts und wurden auch in Deutschland bekannt. Weitere Erfolge etablierten Wanya Morris und seine Gruppenmitglieder und Wanya veröffentlichte, obwohl sich die Band bislang noch nie trennte, Solo-Singles wie das 1995er Duett Brokenhearted (Soulpower Groove Mix) mit Brandy, eine Singleauskopplung aus dem ersten Remix-Album Boyz II Men’s. Der Song erreichte die Top 10 Neuseelands und die der Vereinigten Staaten. Zu dieser Zeit begann er eine Beziehung mit Brandy und sie waren für mehrere Jahre ein Paar bis beide Mitte/Ende der 1990er Jahre getrennte Wege gingen. Obwohl er bereits solo Duette mit Left Eye, Mariah Carey, Brandy Norwood, LL Cool J und Faith Evans aufgenommen hatte, veröffentlichte Morris sein Debütalbum Unreleased erst 2007 über das Internet.

## Diskografie
- Brokenhearted (Single, 1994)
- Unreleased (Album, 2007)

### Gastbeiträge
- One Sweet Day auf Mariah Carey's Album Daydream (1994)
- I'll Be There mit Mariah Carey live im Madison Square Garden (1995)
- Hey Lover auf LL Cool J's Album Mr. Smith (1995)
- Tampered With auf Left Eye's Album Supernova (2001)
- Brokenhearted auf Brandy's Album The Best of Brandy (2005)
- Let It Out auf Left Eye's Album Eye Legacy (2009)